# Spyridon Trikoúpis

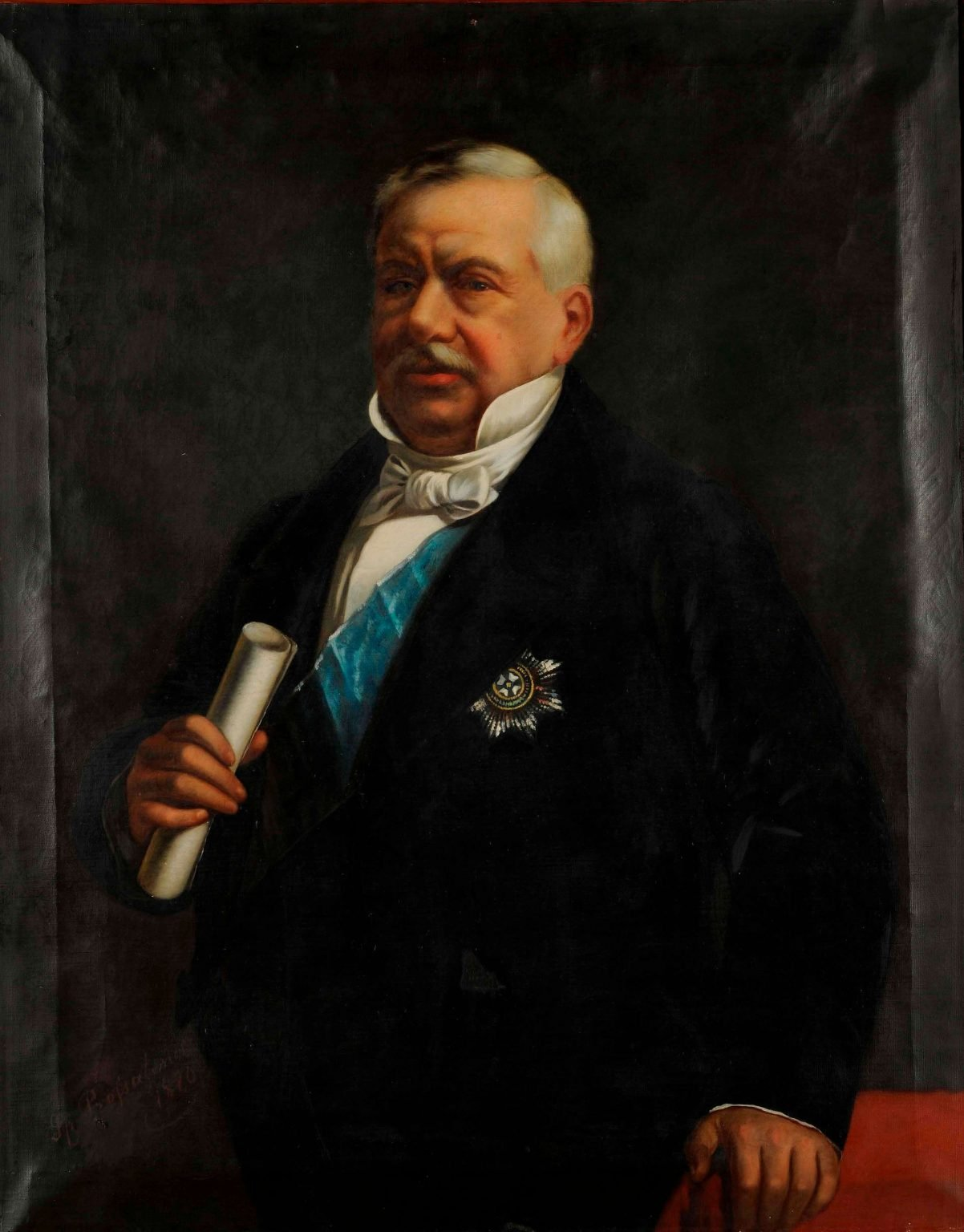
Spyridon Trikoupis

Spyridon Trikoúpis (Grieks: Σπυρίδων Τρικούπης) (Mesolongi, 20 april 1788 - aldaar, 24 februari 1873) was een Grieks schrijver, staatsman en redenaar.
Omdat hij vreemde talen beheerste, werd hij aangesteld tot curator van de Ionische Academie, die door de Engelsen op Corfu was gesticht. Maar toen de Griekse Onafhankelijkheidsoorlog uitbrak, gaf hij uit eergevoel deze functie op en verkoos deel te nemen aan de strijd tegen de Turken. Hij vertegenwoordigde Mesolongi in alle nationale vergaderingen. In het bevrijde Griekenland werd hij minister van Buitenlandse Betrekkingen en van Onderwijs, en later Grieks ambassadeur bij de Engelse kroon. Ook was hij eerste minister van Griekenland in 1833
Trikoúpis was een literair begaafd redenaar. Zijn meesterwerk Geschiedenis van de Griekse Onafhankelijkheidoorlog munt uit door documentatie en helderheid. Trikoúpis ontdekte en stimuleerde ook het literaire talent van Solomos.
Zijn zoon Charilaos werd later ook premier van Griekenland.
- Biblioteca Nacional de España: XX5487472
- Bibliothèque nationale de France: cb105155135 (data)
- Gemeinsame Normdatei: 117418641
- International Standard Name Identifier: 0000 0001 0892 4687
- Library of Congress Control Number: n94066489
- Nederlandse Thesaurus van Auteursnamen: 099980932
- SNAC: w65f973h
- Système universitaire de documentation: 140352767
- Trove: 1212004
- Virtual International Authority File: 43532654
- WorldCat: E39PBJmy3cWMYjj7j8PQTdp773